# Oda (Lothringen)
Oda von Sachsen (* ca. 875 in Ebstorf; † 2. Juli um 953) war möglicherweise eine Tochter des sächsischen Herzogs Otto I. und eine Schwester des ostfränkischen Königs Heinrich I. Sie war ab 897 Gemahlin des lotharingischen Königs Zwentibold und nach dessen Tod im August 900 in zweiter Ehe des lotharingischen Grafen Gerhard. Mit Gerhard hatte sie vier Kinder, darunter den Erzbischof von Köln Wichfrid und den Grafen Gottfried von Jülich.